# Endangered Species (The Best of Des'ree)
Endangered Species (The Best of Des'ree) è il primo greatest hits della cantante britannica Des'ree, pubblicato nel 2000 dall'etichetta discografica Sony Music.

## Tracce
1. Silent Hero
2. Get A Life
3. I Ain't Movin' (Family Stand Acoustic Mix)
4. Innocent and Naive
5. Warm Hands, Cold Heart
6. I Ain't Movin' (live)
7. Little Child (live)
8. Looking Philosophical
9. Caring World
10. Soul Mates
11. Feel So High (registrato dal vivo a Londra)
12. You Gotta Be (registrato dal vivo a Londra)
13. Life (registrato dal vivo a Londra)